# یوریهیکو کوجیما
یوریهیکو کوجیما (انگلیسی: Yorihiko Kojima؛ زادهٔ ۱۵ اکتبر ۱۹۴۱) کارآفرین و مدیر ارشد اجرایی اهل ژاپن است، که هم‌اکنون به‌عنوان رئیس هیئت مدیره ابرشرکت میتسوبیشی فعالیت می‌کند.